# Сесіл Пік
Сесіл Пік (англ. Cecil Peak) — гора в басейні озера Вакатіпу, Нова Зеландія і досягає висоти 1978 метрів.

## Географія

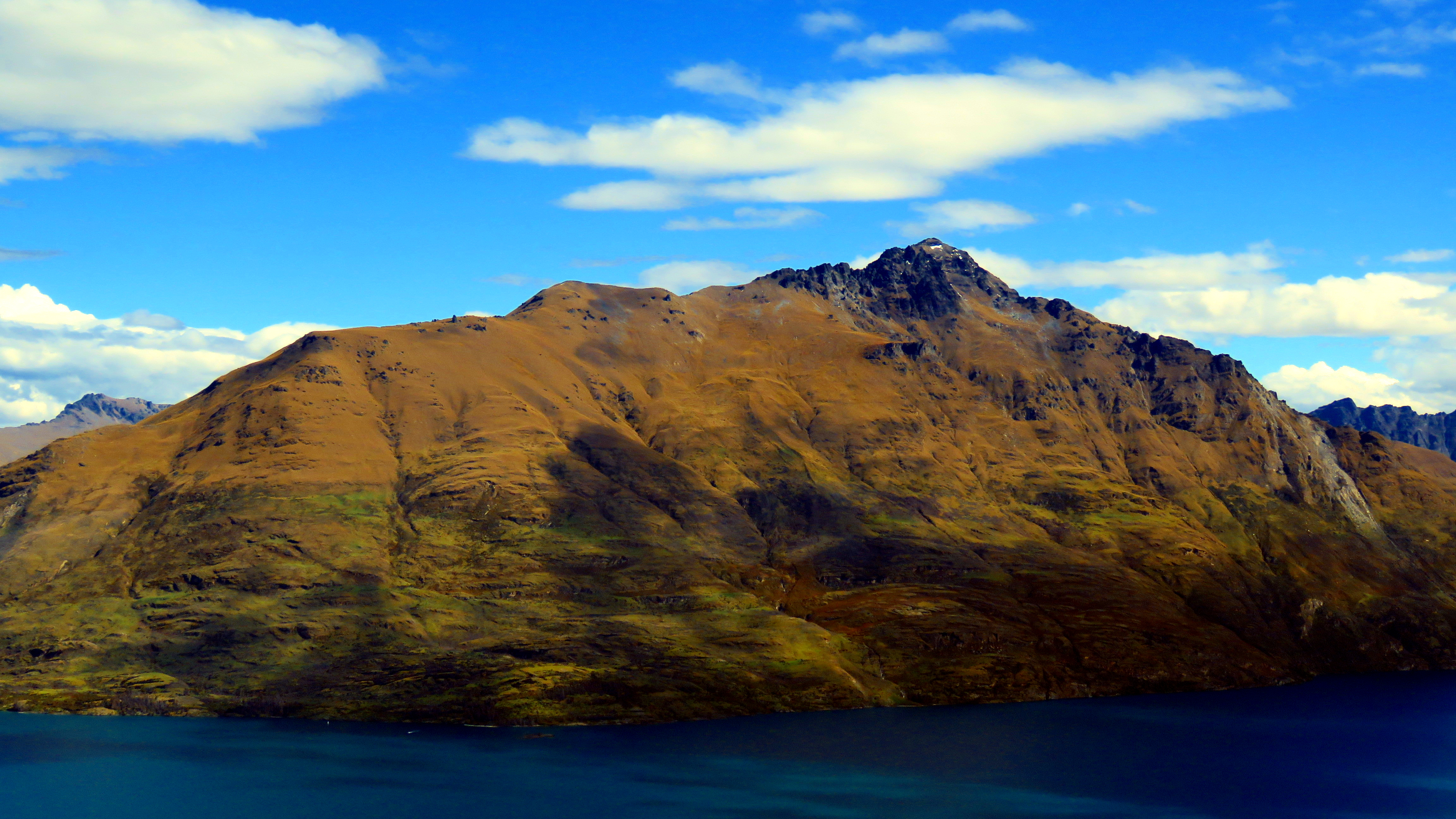
Сесіл Пік

Гора знаходиться на південно-західному березі озера Вакатіпу на південь — південний захід від Квінстауна, і є дуже помітною в усьому цьому районі.
Навколишня рослинність в основному складається з трави та купини (так як гора знаходиться в оренді під пасовищами) з деревами біля берегової лінії.
Прихований острів — один з чотирьох островів озера Вакатіпу, розташований дуже близько до берегової лінії піку Сесіл. 27 березня 2010 року місцева група дала концерт на відкритому повітрі в природному амфітеатрі на вершині гори, граючи пісні групи «Pink Floyd».

## Ім'я
Обидві вершини, Сесіл Пік та сусідня Вальтер Пік були названі на честь старших синів дослідника Вільяма Ріса, землевпорядником та генеральним топографом Нової Зеландії Джеймсом МакКерровом в 1862 році.